# Drosophila ceratostoma
Drosophila ceratostoma är en tvåvingeart som beskrevs av Elmo Hardy 1967. Drosophila ceratostoma ingår i släktet Drosophila och familjen daggflugor.
Artens utbredningsområde är Hawaii.